# Gustav Kawerau

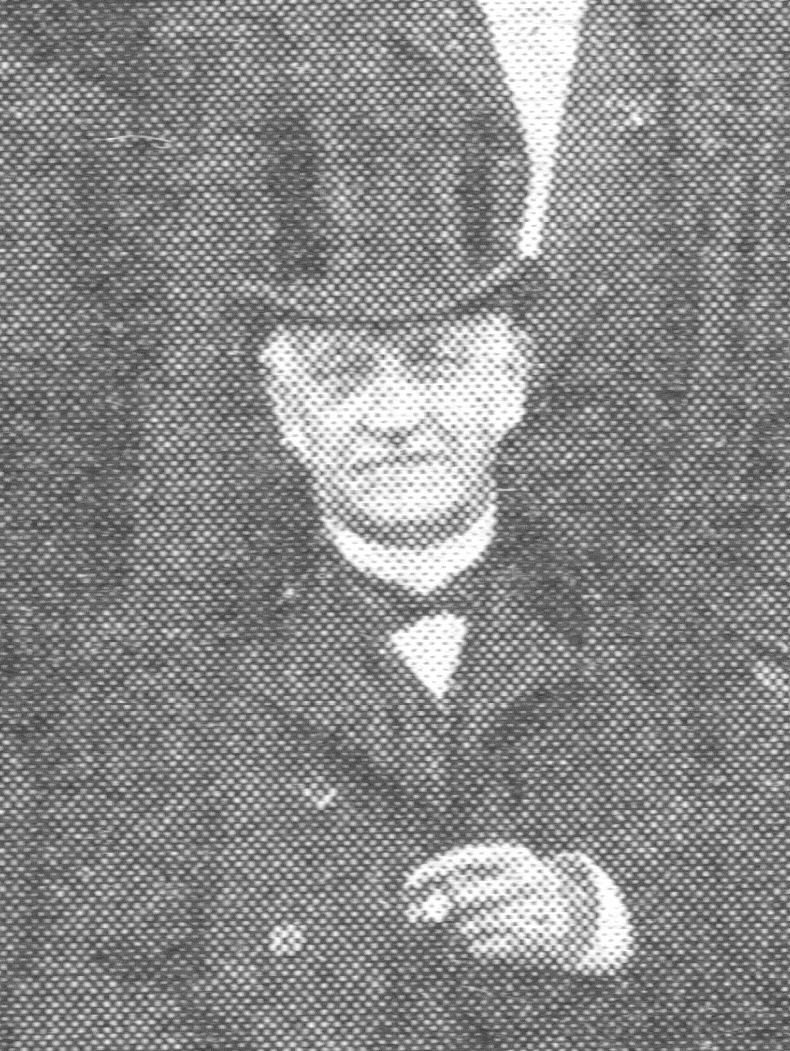
Gustav Kawerau, 1906

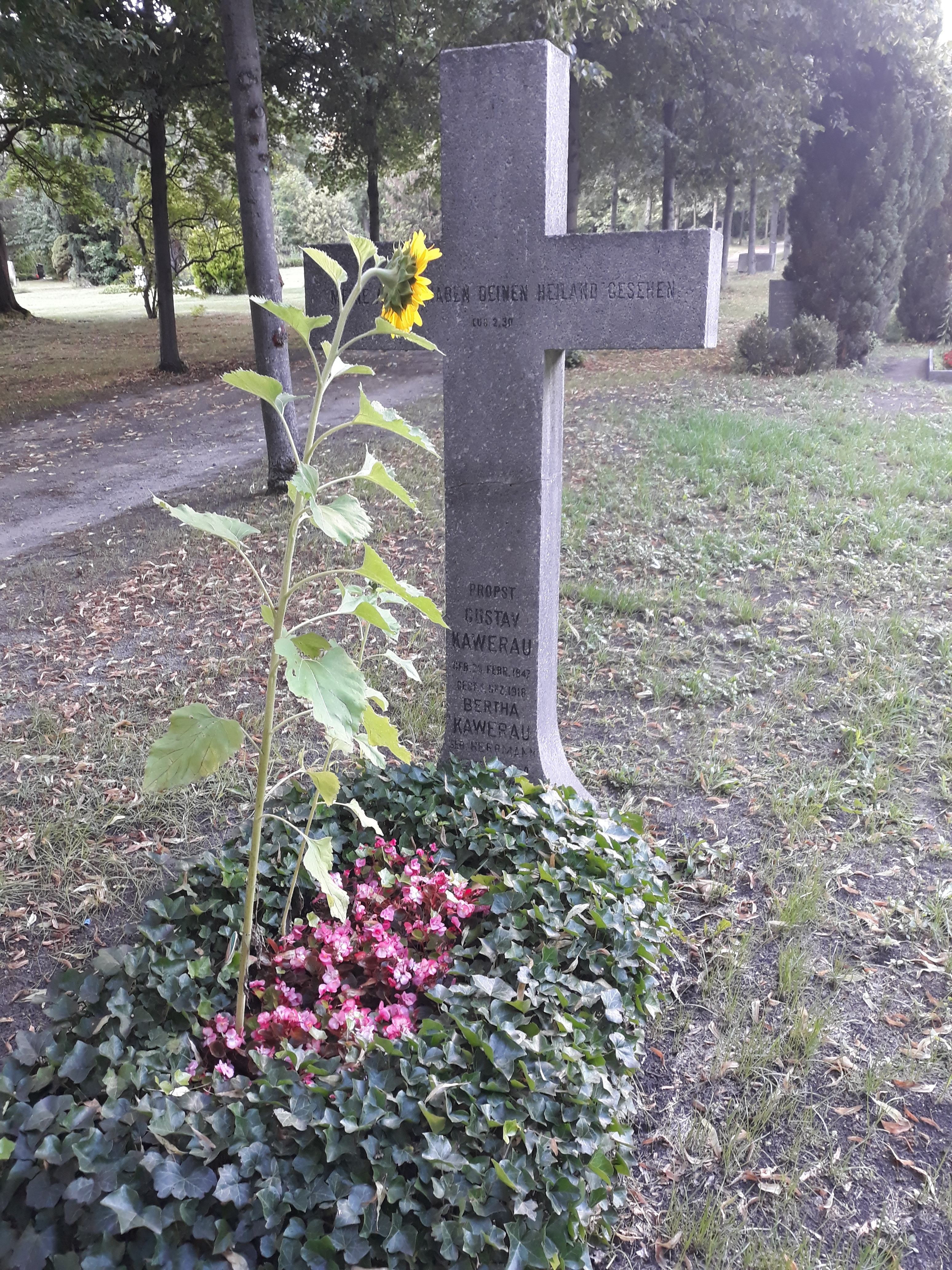
Das Grab von Gustav Kawerau und seiner Ehefrau Bertha geborene Herrmann auf dem Evangelischen Friedhof St. Petri-Luisenstadt in Berlin

Gustav Kawerau (* 25. Februar 1847 in Bunzlau, Niederschlesien; † 1. Dezember 1918 in Berlin) war ein deutscher Theologe. Er war Gymnasiallehrer in Magdeburg und Hochschullehrer in Kiel und Breslau.

## Leben
Kaweraus Eltern waren Martin Kawerau, Gymnasiallehrer und Organist an der St.-Matthäus-Kirche (Berlin-Tiergarten), und seine Frau Luise Henriette geb. Kahle. Er besuchte das Friedrich-Wilhelms-Gymnasium (Berlin) und studierte ab 1863 Evangelische Theologie an der Friedrich-Wilhelms-Universität Berlin. 1866 wurde er für die Evangelische Landeskirche in Preußen Hilfsprediger an der St.-Lukas-Kirche (Berlin). 1871 kam er als Pastor nach Langheinersdorf im Landkreis Züllichau-Schwiebus. Dort machte er sich mit einigen Veröffentlichungen einen Namen. 1882 wurde er Gymnasialprofessor für Theologie und geistlicher Inspektor der Klosterschule Unser Lieben Frauen in Magdeburg.
1886 übernahm er die o. Professur für Praktische Theologie an der Christian-Albrechts-Universität Kiel. 1894 wechselte er auf den Lehrstuhl der Schlesischen Friedrich-Wilhelms-Universität Breslau. Er war Konsistorialrat und Universitätsprediger. Für das akademische Jahr 1904/05 wurde er zum Rektor der Universität Breslau gewählt. In seiner Rektoratsrede am 15. Oktober 1904 befasste er sich mit dem Ursprung von Weihnachten.
1907 wurde Kawerau Propst der Petrikirche (Berlin-Cölln) in Berlin. Zugleich war er ehrenamtliches Mitglied des preußischen Evangelischen Oberkirchenrates und Honorarprofessor an der Universität.

## Werk
Wissenschaftlich widmete er sich vor allem der Reformationsgeschichte und der Kirchenmusik. Er schrieb etliche Artikel für die Realenzyklopädie für protestantische Theologie und Kirche, was ihn als Vertreter der Positiven Theologie auszeichnete. In der Zeit von 1901 bis 1918 war er Vorsitzender des Vereins für Reformationsgeschichte. Nach dem Tod von Julius Köstlin betreute er ab 1903 dessen lange Zeit als Standardwerk betrachtete Lutherbiographie ab der fünften Auflage. Ab 1905 leitete er die Kommission zur Herausgabe der Weimarer Lutherausgabe, nachdem er zuvor schon einzelne Bände verantwortet hatte. Nach dem Tod von Ludwig Enders 1906 führte er dessen Ausgabe der Briefe Luthers weiter.
Ab 1913 beteiligte er sich an der Herausgabe des Jahrbuchs für Brandenburgische Kirchengeschichte.

## Ehrungen
- Ehrendoktorwürde der Friedrichs-Universität Halle (1883)
- Ehrendoktorwürde der Eberhard Karls Universität Tübingen (1883)
- Ehrendoktorwürde der Universität Gießen (1909)
- Charakter als Geh. Oberkonsistorialrat (1909)

## Schriften
- Johann Agricola von Eisleben. W. Hertz, Berlin 1881. OCLC 677448323.
- Caspar Güttel: Ein Lebensbild aus Luthers Freundeskreise. 1882.
- Der Briefwechsel des Justus Jonas, Bd. 1-2. 1885.
- Passional Christi und Antichristi. Lucas Cranachs Holzschnitte mit dem Texte von Melanchthon. Nachbildung einer in der Einleitung sub A. 1 bezeichneten Originalausgabe. 1885.
- Luthers Lebensende in neuester ultramontaner Beleuchtung. 1890/1891.
- Hieronymus Emser: ein Lebensbild aus der Reformationsgeschichte. 1898.
- Luthers Rückkehr von der Wartburg nach Wittenberg. In: Neujahrsblätter. Nr. 26. Historische Kommission für die Provinz Sachsen und das Herzogtum Anhalt (Hrsg.). Otto Hendel, Halle a. S. 1902. urn:nbn:de:bsz:14-db-id18960835798.
- mit Julius Köstlin: Martin Luther, sein Leben und seine Schriften. 1903.
- Paul Gerhardt. 1907.
- Luther in katholischer Beleuchtung: Glossen zu h. Grisars Luthers. 1911.
- Aus dem Wittenberger Universitätsleben. 1920.